# Wolmir Therezio Amado
Wolmir Therezio Amado (Paim Filho -  26 de janeiro de 1962) é um professor, mestre em história e ex-reitor da Pontifícia Universidade Católica de Goiás.

## Biografia
Wolmir Amado nasceu em Paim Filho ,interior do Rio Grande do Sul, no dia 26 de janeiro de 1962,  estudou nove anos em seminários Capuchinhos. Se tornou mestre em História pela Universidade Federal de Goiás em 1992, em 1986 foi aprovado em concurso para professor na PUC Goiás sendo lotado no então Departamento de Filosofia e Teologia - FIT.
Em 1987 Coordenou programas e projetos comunitários, se tornou secretário executivo da  Sociedade Goiana de Cultura (1992-1996), e se tornou vice-presidente da entidade em 1997. De 1998 a 2000 foi vice-reitor para Assuntos Acadêmicos. Em 2002 foi nomeado reitor da PUC Goiás, por  Dom Washington Cruz, CP,  reconduzido em 2006 e, com o reconhecimento pontifício, em setembro de 2009, nomeado reitor para mandato de quatro anos.
Presidiu o Conselho Regional de Leigos do Centro-Oeste (1992-1998) e  o Conselho Nacional de Leigos e Leigas Católicos do Brasil (1998-2004), organismo eclesial herdeiro da Ação Católica, ambos em dois mandatos.
Presidente da Associação Brasileira das Escolas Superiores Católicas (2005-2007), foi representante da América Latina no Conselho de Administração da Federação Internacional de Universidades Católicas, com sede em Paris (2006-2009). É vice-presidente do Conselho Superior da Associação Nacional de Educação Católica (ANEC) e conselheiro, por dois mandatos, do Conselho de Reitores das Universidades Brasileiras (CRUB).

## Estudos realizados
- Mestrado em História pela UFG, em 1992.[2]
- Licenciado em Filosofia - Faculdades Unidas Católicas do Mato Grosso, em 1983.
- Especialização em Filosofia da Religião pela PUC Minas , em 1991.
- Especialização em Filosofia Contemporânea pela UFG, em 1991.

## Livros
- A Religião e o Negro no Brasil
- A Igreja e a Questão Agrária no Centro-Oeste do Brasil
- Nosso Tempo: Questões da Atualidade
- Diálogos com a Fé
- Diálogos com a Educação
- Diálogos com a Filosofia
- Diálogos com a História
- Cartas Pastorais dos Bispos de Goyaz: No período imperial e primórdios da república
- Cartas do Reitor: 17 anos de memória
- Memórias de um Reitor